# Generisk topdomæne
Et generisk topdomæne er et topdomæne, der (i al fald i teorien) er knyttet til en bestemt type af organisation. Generiske topdomæner er på tre eller flere bogstaver og opkaldt efter den type organisation, de repræsenterer. Eksempelvis repræsenterer .com kommercielle organisationer.
Følgende generiske topdomæner eksisterer:
- .aero – for luftfartsselskaber
- .biz – for virksomheder
- .cat – for catalansk sprog og kultur
- .com – for kommercielle organisationer, men ubegrænset
- .coop – for kooperativer
- .edu – for uddannelsesorganisationer
- .gov – for regeringer og deres underafdelinger i USA
- .info – for oplysningssider, men ubegrænset
- .int – for traktatfæstede internationale organisationer
- .jobs – for arbejdsgiverrelaterede sider
- .mil – for det amerikanske militær
- .mobi – for sites til visning på mobilen
- .museum – for museer
- .name – for familier og individer
- .net – oprindeligt til netværk, men i dag ubegrænset
- .org – oprindeligt til organisationer, der ikke klart hjemhørte under en af de eksisterende domæner, men i dag frit.
- .pro – for bestemte professioner.
- .tel – for serviceydelser tilknyttet IP-telefoni
- .travel – for rejseselskaber, flyselskaber, turistselskaber og lignende.
- .xxx –  til pornosider.

De følgende generiske topdomæner er ved at blive godkendt og kan blive tilføjet til navneregisteret i den nærmeste fremtid:
- .asia – for asiatiske folkeslag
- .post – for postselskaber

| Generiske topdomæner | Spire Denne artikel om generiske topdomæner er en spire som bør udbygges. Du er velkommen til at hjælpe Wikipedia ved at udvide den. |